# Trichostomum jamesonii
Trichostomum jamesonii là một loài Rêu trong họ Pottiaceae. Loài này được (Taylor) Mitt. miêu tả khoa học đầu tiên năm 1851.